# هاملت تامازیان
هاملت سرگئی تامازیان (ارمنی: Համլետ Սերգեյի Թամազյան؛  زادهٔ ۱ مهٔ ۱۹۴۷- درگذشته ۲۸ فوریهٔ ۲۰۱۱) پزشک، جراح و سیاستمدار اهل ارمنستان بود. از تاریخ ۲۰۰۳ تا تاریخ ۲۰۰۷ نماینده دوره سوم مجلس ملی جمهوری ارمنستان را برعهده داشت.

## زندگی‌نامه
وی در ۱ مهٔ ۱۹۴۷ در روستای اودزون به دنیا آمد و از دانشگاه پزشکی دولتی ایروان فارغ‌التحصیل گشت. همچنین برندهٔ جوایزی همچون نشان برجسته افتخار (۱۹۸۹) و مدال مخیتار هراتسی (۲۰۰۹) شده است. وی در ۲۸ فوریهٔ ۲۰۱۱در سن ۶۳ سالگی درگذشت

## نگارخانه

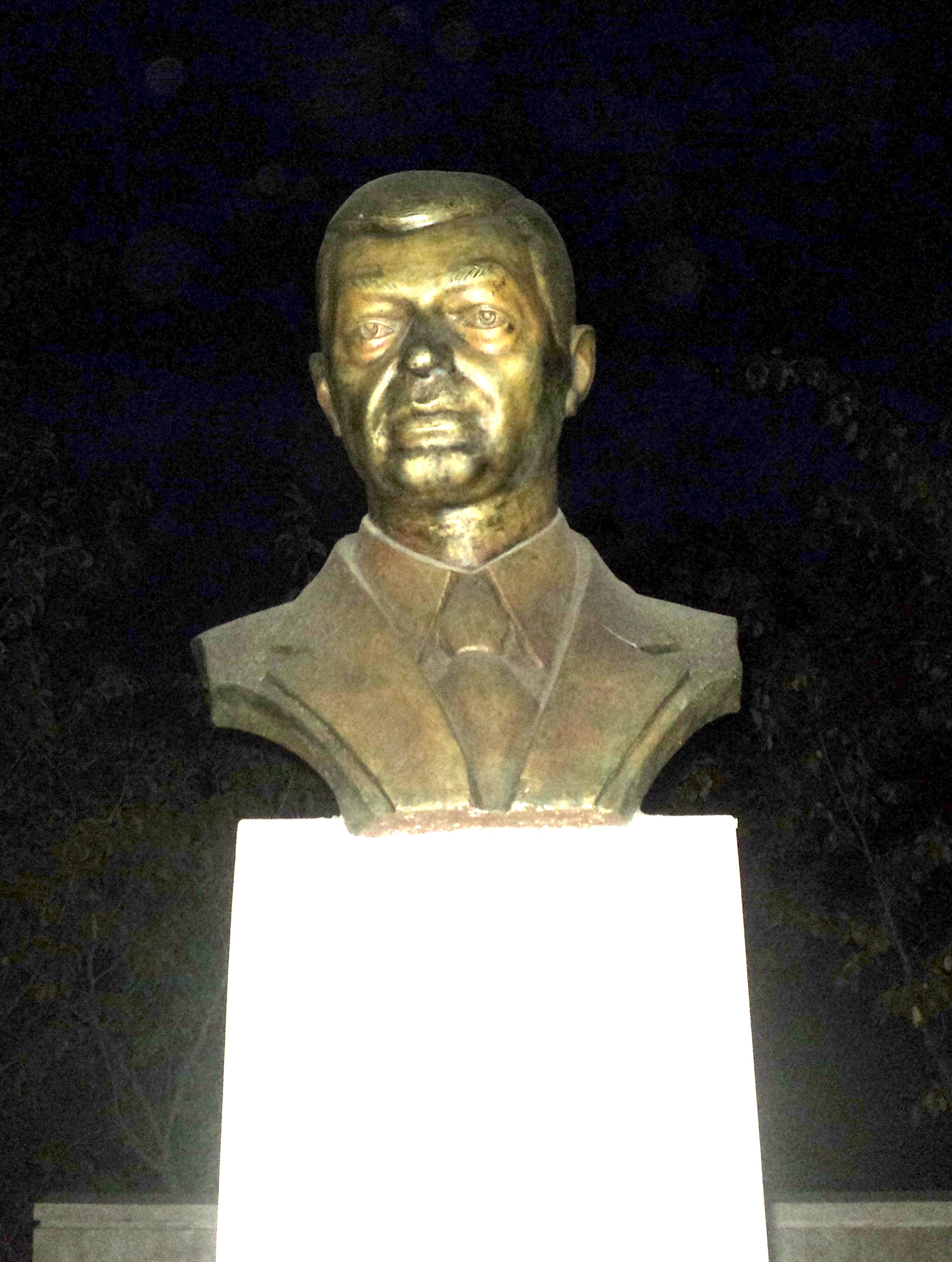

## یادداشت
1. ↑  բժշկական գիտությունների դոկտոր